# Orizaba
Orizaba is een stad in de Mexicaanse deelstaat Veracruz. Orizaba ligt aan de Río Blanco, aan de voet van de Piek van Orizaba, met 5700 meter de hoogste berg van Mexico. Orizaba heeft 117.273 inwoners (census 2005) en is de hoofdplaats van de gemeente Orizaba.
De stad is de zetel van het rooms-katholieke bisdom Orizaba.
Ten tijde van de Azteken was Orizaba al een belangrijke stad. Orizaba komt van het Nahuatl Ahuilizapan, wat "plaats van het bewegende water" betekent. Veel inwoners van Orizaba spreken nog steeds een variant van het Nahuatl, het Orizaba Nahuatl. Hernán Cortés trok in 1519 door Orizaba, en het was hier waar La Malinche met Juan Jaramillo trouwde.
In de negentiende eeuw werd Orizaba een belangrijke industriestad. Er werden onder andere textielfabrieken en bierbrouwerijen gevestigd. Van 1874 tot 1878 was Orizaba bovendien de hoofdstad van Veracruz. In de negentiende eeuw werd ook de Palacio de Hierro, ontworpen door Gustave Eiffel, in Orizaba gebouwd. In 1906 vond in Orizaba een grote staking plaats, die de opmars vormde voor de Mexicaanse Revolutie.

## Bekende personen uit Orizaba
- Rafael Delgado Sáinz (1853-1914), schrijver
- Francisco Gabilondo Soler (1907-1990), componist van kinderliedjes
- Sara García (1895-1983), actrice
- Ignacio de la Llave (1818-1863), militair en politicus
- Jorge Pérez Durán (1980), voetbalscheidsrechter

## Galerij

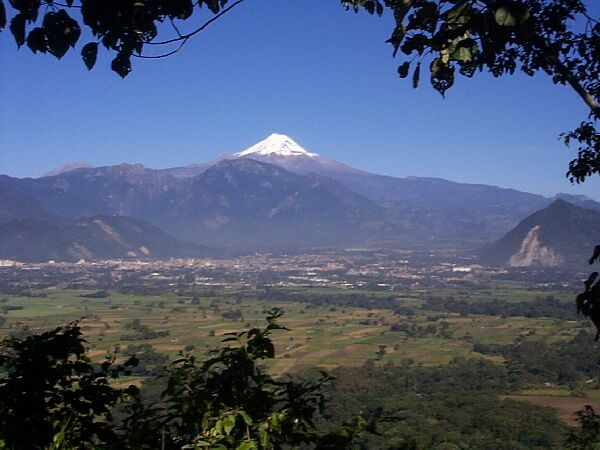
Piek van Orizaba
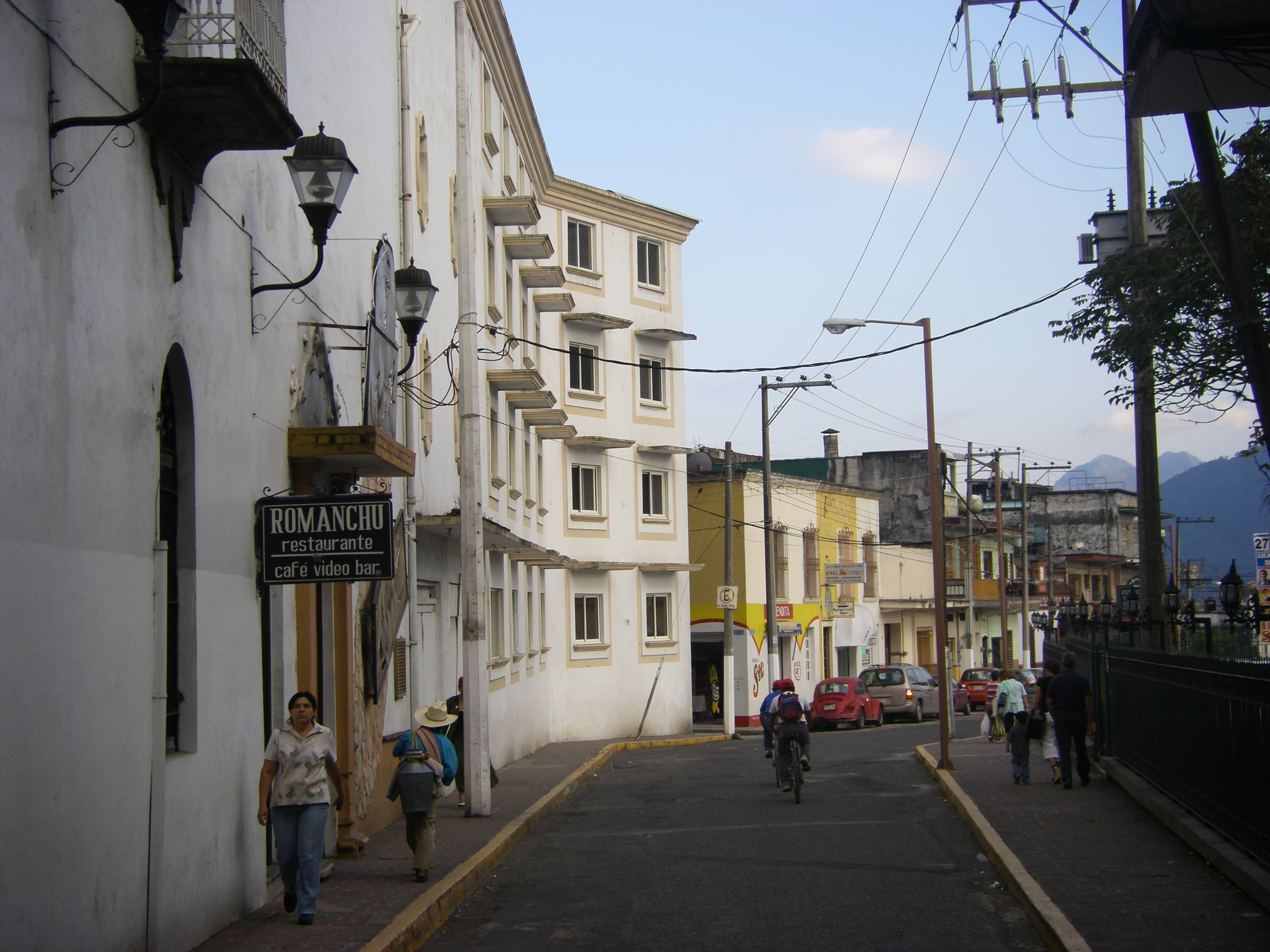
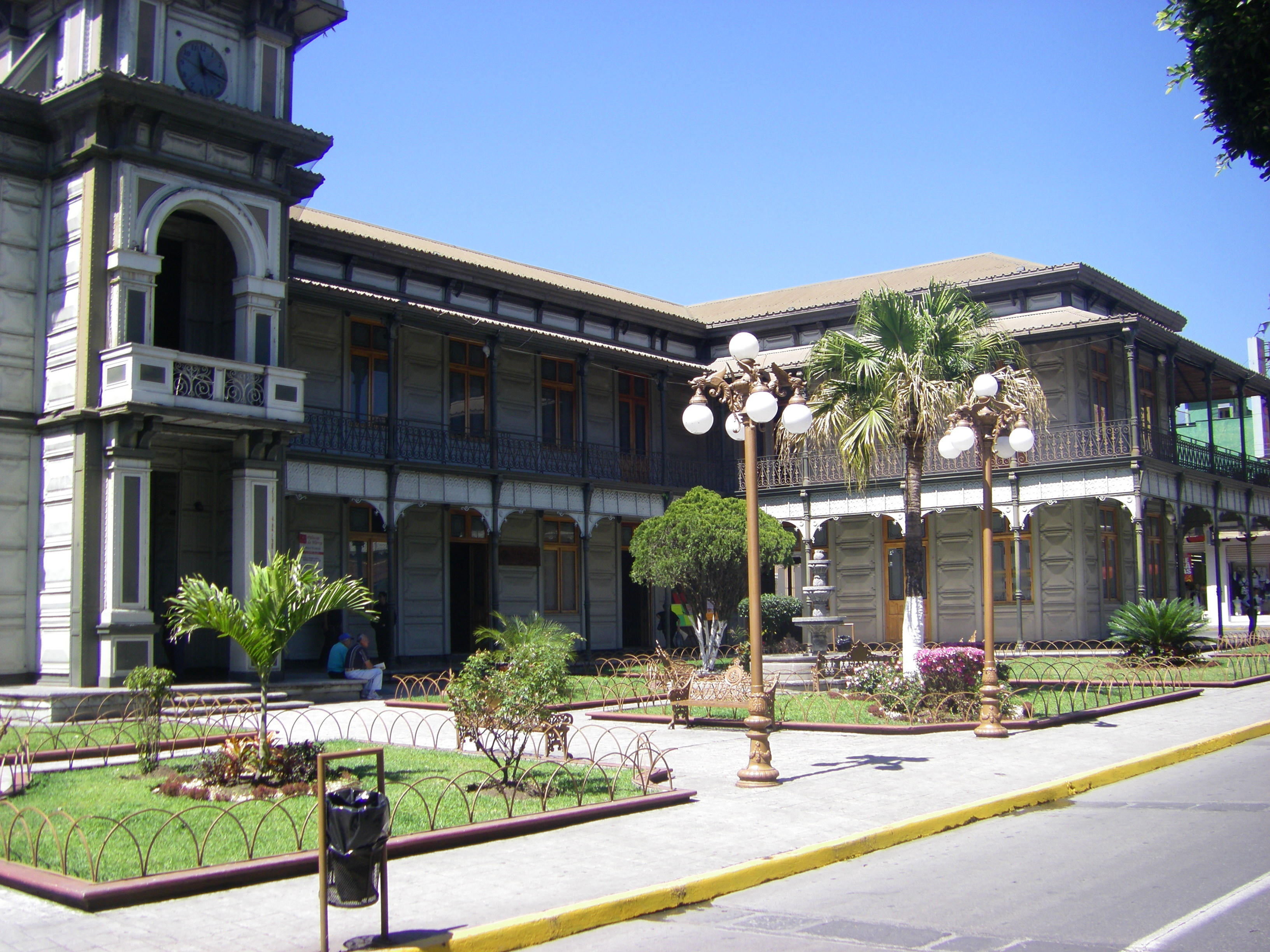
Palacio de Hierro
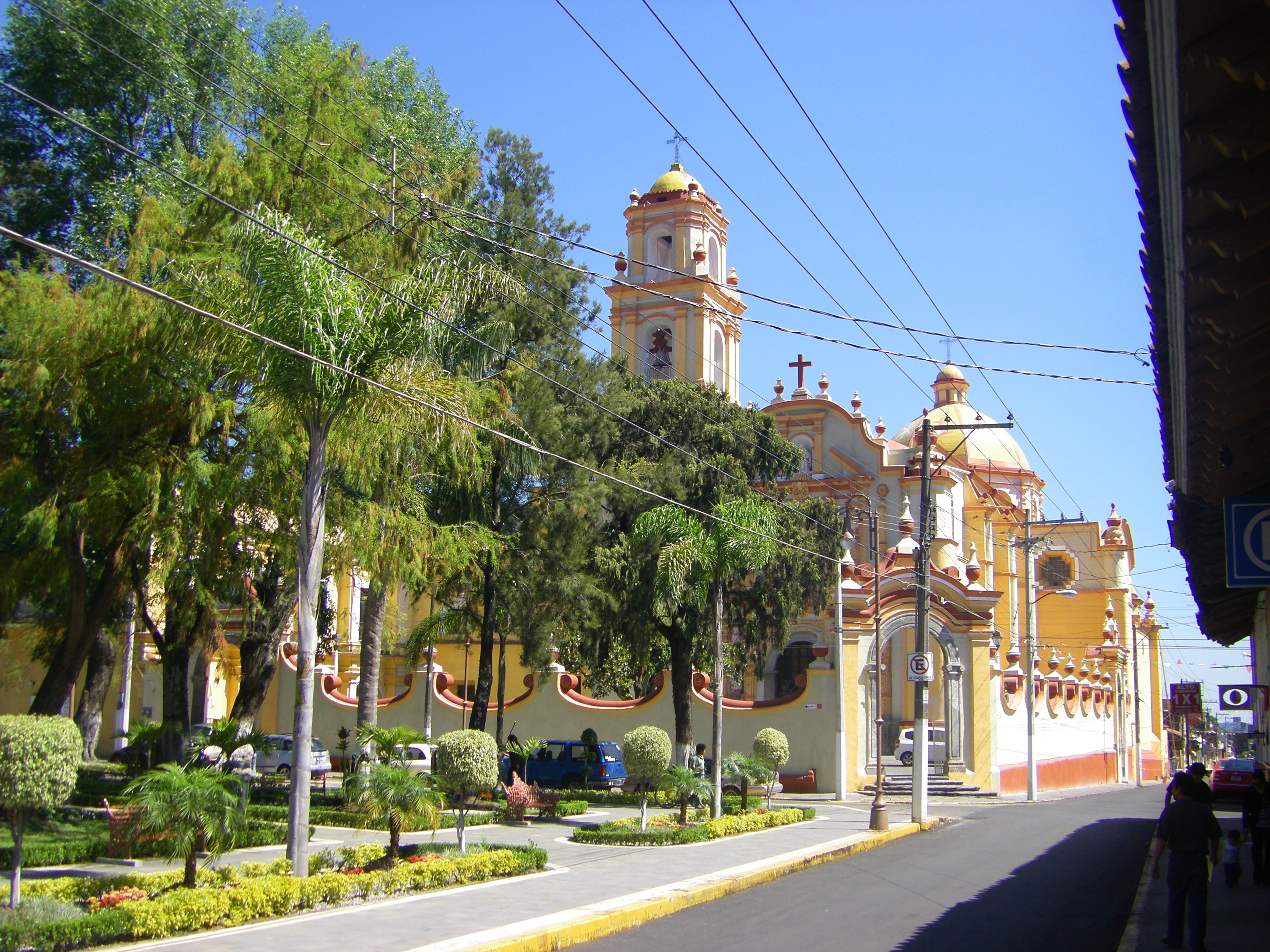
Kathedraal en Parque Castillo
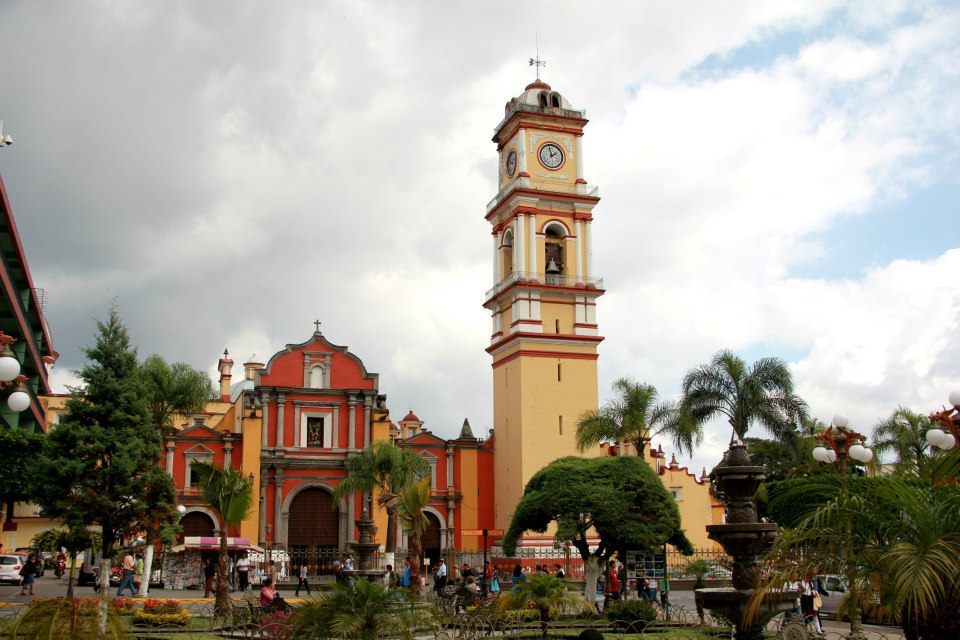
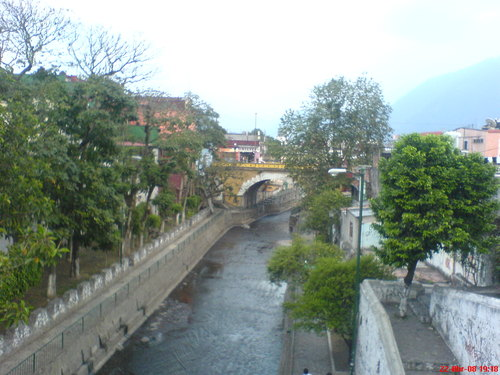
Río Orizaba
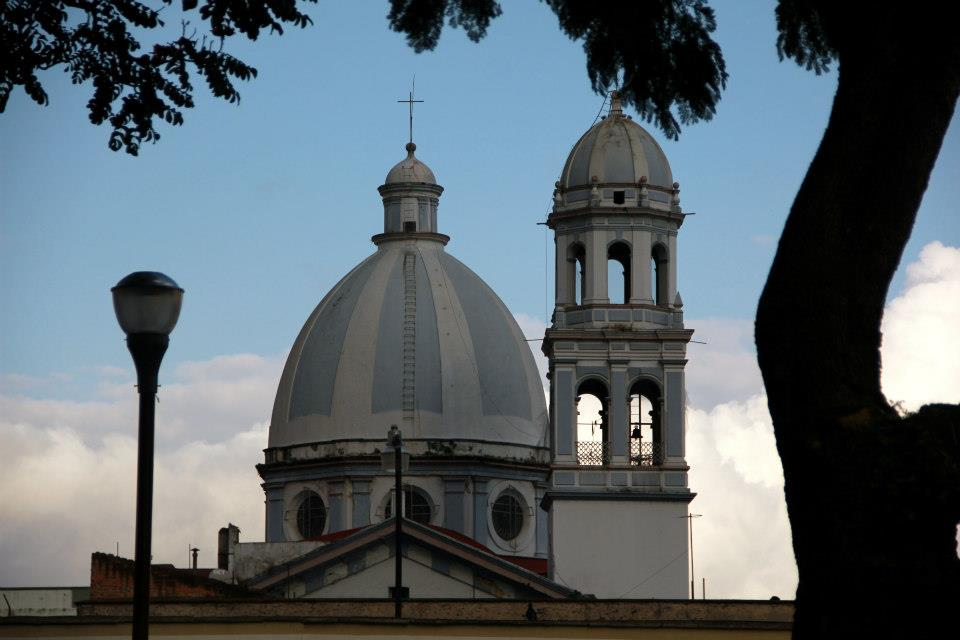